# Испания на «Евровидении-2000»
Испания принимала участие в сорок пятом выпуске телевизионного конкурса Евровидение-2000, который состоялся 13 мая на сцене "Глобен-Арены" в Стокгольме, Швеция. Страну представлял слепой певец и пианист Серафин Зубири с песней Colgado de un sueño ("Висеть на мечте"), написанной Хосе Мария Пуроном. Ранее Зубири уже представлял Испанию на Евровидение-1992 с песней Todo esto es la música. По итогам голосования он занял 18-е место из 24 участников, набрав 18 баллов. Несмотря на столь скромный результат, Испания, как член "большой четвёрки" автоматически вышла в финал конкурса 2001 года. Поэтому, Colgado de un sueño стала предшественницей испанской заявки на Евровидение-2001 Dile que la quiero в исполнении Давида Циверы. Конкурс был показан TVE на канале La Primera с комментариями Хосе Луиса Урибарри. Глашатаем, объявлявшим очки испанских телезрителей, был Уго де Кампос.

## Предыстория
К моменту своего участия в конкурсе 2000 года Испания участвовала на Евровидении 39 раз с момента своего дебюта в 1961 году. Страна выигрывала конкурс дважды: в 1968 году с песней La, la, la в исполнении Массиэль и в 1969 году с песней Vivo cantando в исполнении Саломе, наряду с Францией, Великобританией и Нидерландами. На Евровидение-1999 Испания финишировала на последнем месте с песней No quiero escuchar в исполнении Лидии Фернандес, заработав только один балл. Испания также принимала у себя конкурс 1969 года, проходивший в Театро Реал в Мадриде.

## До «Евровидения»

### Eurocanción 2000
Испанская национальная телекомпания Televisión Española (TVE) с 1961 года отвечает за организацию отбора заявки на Евровидение и дальнейшую трансляцию конкурса. С 1977 по 1999 годы TVE организовывало внутренний отбор для выбора артиста и песни. После неудачного выступления Лидии Фернандес в 1999 году, вещатель в октябре того же года объявил об организации первого с 1976 года национального отбора под названием Eurocanción 2000. Он состоялся 8 февраля 2000 года в студии Буньюэль в Мадриде. Ведущими были Карлос Лозано и Палома Лаго. Пятнадцать песен прозвучало во время финала, а победитель определялся путём комбинации голосов жюри из 17 регионов Испании (70%) и голосов телезрителей (30%).  Среди конкурсантов были Серафин Зубири, представитель Испании на Евровидение-1992 и Анабель Конде, представитель Испании на Евровидение-1995. В поддержку участников Жан-Мишель Жарр выступил во время антракта.
| Порядковый номер | Исполнитель                    | Название песни           | Голоса жюри | Голоса телезрителей | Всего | Место |
| ---------------- | ------------------------------ | ------------------------ | ----------- | ------------------- | ----- | ----- |
| 1                | Рауль Фуэнтес Куэнка           | Sueño su boca            | 112         | 40                  | 152   | 2     |
| 2                | Анабель Конде и Давид Домингес | Ni colores ni fronteras  | 83          | 0                   | 83    | 4     |
| 3                | Alto Rango                     | Sin fronteras            | 75          | 0                   | 75    | 6     |
| 4                | Анхель Караме                  | Suave                    | 45          | 0                   | 45    | 11    |
| 5                | Alazán                         | Alcanzarás la luna       | 76          | 0                   | 76    | 5     |
| 6                | Яго                            | No quiero                | 103         | 30                  | 133   | 3     |
| 7                | Ольга Домингес                 | Si te vas                | 49          | 0                   | 49    | 10    |
| 8                | Aguadulce                      | Buscaré                  | 20          | 0                   | 20    | 14    |
| 9                | Серафин Зубири                 | Colgado de un sueño      | 155         | 50                  | 205   | 1     |
| 10               | 20 Años de Cuna                | El reloj                 | 23          | 0                   | 23    | 12    |
| 11               | Мануэль Браво                  | Muy mujer                | 3           | 0                   | 3     | 15    |
| 12               | Sur S.A                        | Mala racha               | 22          | 0                   | 22    | 13    |
| 13               | Мириам Фульц                   | Gotas de algodón         | 58          | 0                   | 58    | 8     |
| 14               | Sito Abalos                    | Bailando en la oscuridad | 52          | 0                   | 52    | 9     |
| 15               | Дульсе                         | Dónde estabas            | 59          | 0                   | 59    | 7     |

## На «Евровидении»
По правилам конкурса, действовавшим в то время, к участию на Евровидение допускались только страна-победитель предыдущего выпуска, "большая четвёрка" (Франция, Великобритания, Германия и Испания), страны, имеющие высокий средний балл за предыдущие пять лет и те страны, которые не участвовали в предыдущем выпуске, но транслировали его. Как член "большой четвёрки" Испания автоматически вышла в финал. 21 ноября 1999 года была проведена жеребьёвка, и Серафин Зубири выступал в Стокгольме под номером 12, между Исландией и Данией. По итогам голосования он занял 18-е место из 24 участников, набрав 18 баллов, разделив данный результат с Финляндией. Несмотря на столь скромный результат, Испания, как член "большой четвёрки" автоматически вышла в финал конкурса 2001 года. В 1998 году большинство стран перешло на процедуру телеголосования. 12 очков испанские телезрители присудили Германии и 5 очков России. Россия присудила Испании 2 очка.

### Голосование
| Очки      | Страна      |
| --------- | ----------- |
| 12 баллов |             |
| 10 баллов | - Кипр      |
| 8 баллов  |             |
| 7 баллов  |             |
| 6 баллов  |             |
| 5 баллов  | Румыния     |
| 4 балла   |             |
| 3 балла   |             |
| 2 балла   | - Россия    |
| 1 балл    | - Швейцария |

| Очки      | Страна     |
| --------- | ---------- |
| 12 баллов | Германия   |
| 10 баллов | Дания      |
| 8 баллов  | Австрия    |
| 7 баллов  | Латвия     |
| 6 баллов  | Швеция     |
| 5 баллов  | Россия     |
| 4 балла   | Нидерланды |
| 3 балла   | Ирландия   |
| 2 балла   | Хорватия   |
| 1 балл    | Мальта     |